# Паліцш (кратер)

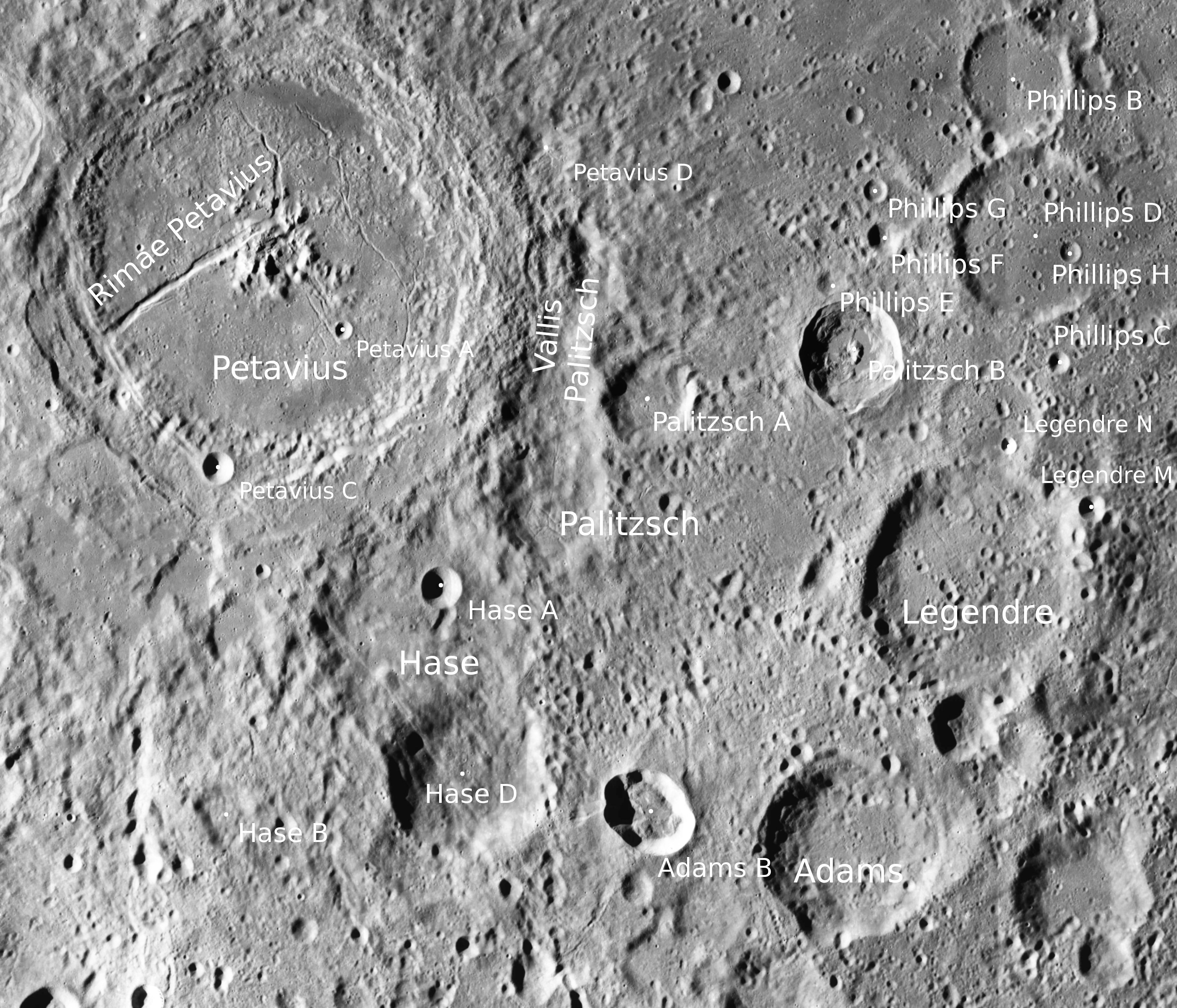
Карта регіону

Паліцш (лат. Palitzsch) — кратер на Місяці, біля південно-східного краю видимого боку. Діаметр — 42 км. Названий на честь німецького астронома 18 століття Йоганна Георга Паліцша. Ця назва була запропонована Йоганном Ієронімом Шретером і 1935 року затверджена Міжнародним астрономічним союзом.

## Розташування
Паліцш лежить у материковій області між Морем Достатку та Морем Південним. Координати його центру — 28°01′ пд. ш. 64°23′ сх. д. / 28.02° пд. ш. 64.39° сх. д. Південно-західним краєм він межує з кратером Хазе, а за 40 км на північний захід розташований великий кратер Петавій. За 100 км на південний схід лежать кратери Лежандр та Адамс.

## Опис
З кратером Паліцш зливається долина Паліцша (лат. Vallis Palitzsch) — витягнуте заглиблення неправильної форми довжиною близько 100 км. Вона тягнеться від Паліцша на північ і кінчається 20-кілометровим кратером неправильної форми Петавій D. На сході вона межує з 33-кілометровим кратером Паліцш A.
Дно кратера нерівне й перетяте численними тріщинами, деякі з яких заходять у долину Паліцша.

## Сателітні кратери
Ці кратери, розташовані поряд із кратером Паліцш, носять його ім'я з доданням великої латинської літери:
| Паліцш | Координати                                                | Діаметр, км |
| ------ | --------------------------------------------------------- | ----------- |
| A      | 26°58′ пд. ш. 65°41′ сх. д. / 26.96° пд. ш. 65.68° сх. д. | 33          |
| B      | 26°25′ пд. ш. 68°23′ сх. д. / 26.41° пд. ш. 68.39° сх. д. | 38          |